# Polissoir

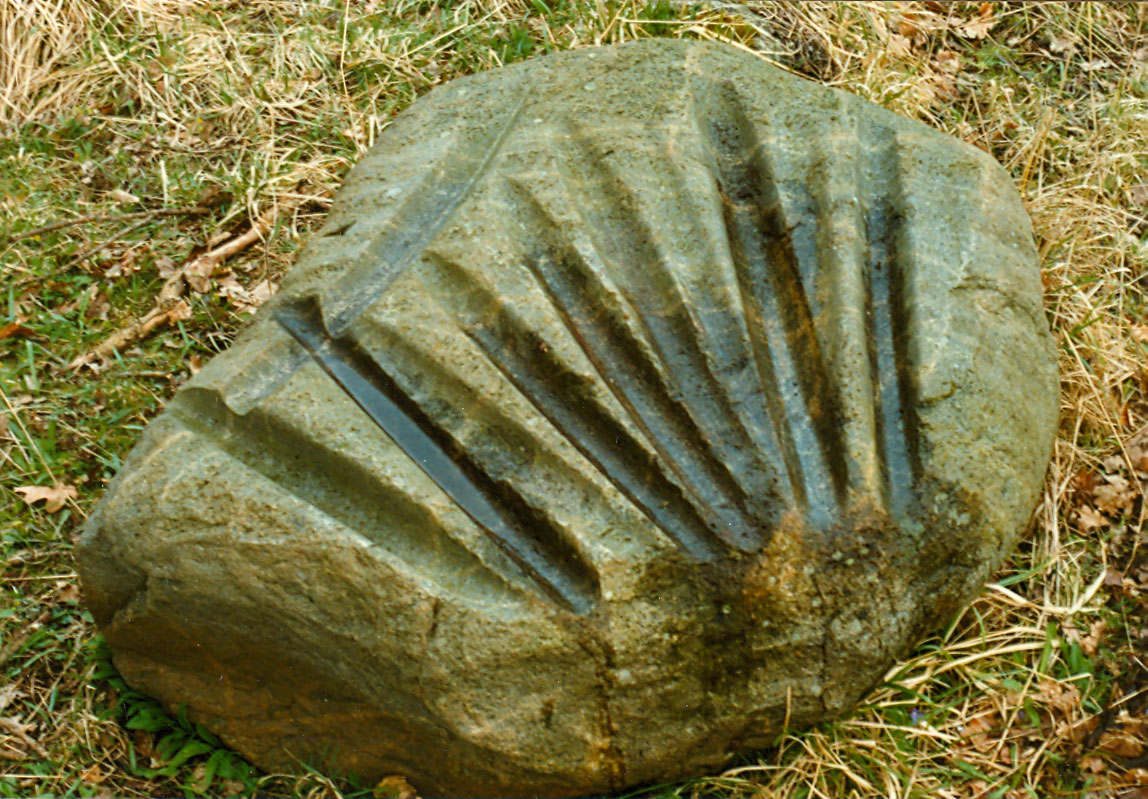
een slijpsteen, Zweeds sliprännor op Gotland

Een polissoir, slijpsteen of polijststeen is in de archeologie een rotsblok van hard gesteente (zandsteen, kwartsiet, graniet en andere harde rotsen) welke in het Neolithicum werd gebruikt om stenen bijlen te polijsten. 
Meestal worden polissoirs tot de megalieten gerekend, hoewel ze strikt genomen niet voldoen aan de definitie daarvan.
Polissoirs bezitten meestal één of meer groeven met een V of U-vormige doorsnede, en één of meer komvormige uithollingen. De groeven lopen vaak parallel, en werden gebruikt voor het polijsten van de zijden van de gereedschappen. De kommen, die vaak ovaal zijn, zijn ofwel het resultaat van het slijpen van de scherpe uiteinden, of maalkommen.
De stenen bijl was het belangrijkste gereedschap van het Neolithicum. Veelzijdig bruikbaar, kon ze ingezet worden voor de ontginning van landbouwgronden. De bijlvatting bestond uit een gewei of een kniehout, een stok met aan een einde een korte zijtak. 
Het polijsten had als doel om de snijkanten sterker en effectiever te maken. Hiervoor werd het te polijsten object eerst in model gehakt en gebouchardeerd. Het halfproduct wordt daarna langdurig geschuurd op een vochtig steen, soms met behulp van zand, om de zijden te polijsten en de snede glad te maken en te scherpen. Het polijsten van een bijl was een zwaar karwei, waarbij gedurende meerdere uren een druk van enkele tientallen kilo's nodig was om een goed resultaat te verkrijgen.

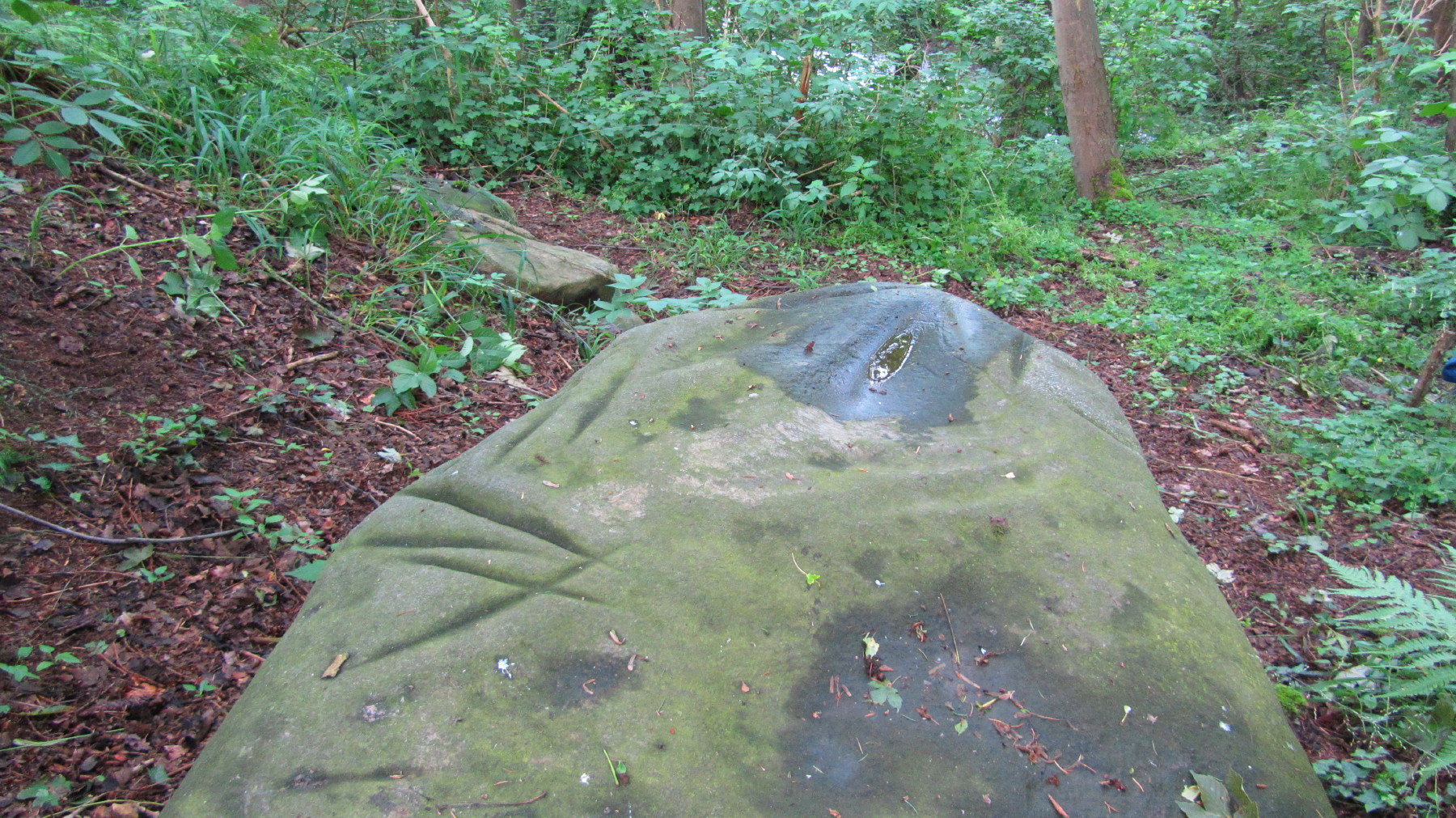
slijpsteen van Slenaken

Polissoirs zijn er in verschillende afmetingen. De grootste wegen meerdere tonnen en liggen vast op hun plaats. De kleinere kunnen daarentegen transporteerbaar zijn. Meestal zijn ze van zandsteen, soms van kwartsiet of graniet en zelfs van vuursteen. Ze komen vaak in groepen voor, soms met stenen gereedschappen in de nabijheid die een nederzetting doen vermoeden. 
Grote aantallen polissoirs vindt men in landen als Frankrijk en Zweden. In Nederland is de slijpsteen van Slenaken bekend, in België vindt men de Holsteen bij Zonhoven.